# Cladodromia bicolor
Cladodromia bicolor är en tvåvingeart som beskrevs av Philippi 1865. Cladodromia bicolor ingår i släktet Cladodromia och familjen dansflugor. Inga underarter finns listade i Catalogue of Life.